# Albert-Reiner Glaap
Albert-Reiner Glaap (* 1. September 1929 in Vohwinkel; † 24. April 2023) war ein deutscher Anglist und Hochschullehrer.

## Leben
Glaap studierte Anglistik, Latein und Philosophie an der Universität zu Köln und am King’s College London. In Köln promovierte er 1955 bei Helmut Papajewski und Hellfried Dahlmann über "Bischof Halls 'Virgidemiarum' als imitatio Juvenals. Ein Beitrag zu den Anfängen der englischen Satire". Von 1958 bis 1973 war er als Lehrer am Luisen-Gymnasium Düsseldorf tätig. Er wurde 1973 Professor an der PH Neuss. 1980 wurde er C4-Professor an der Heinrich-Heine-Universität Düsseldorf. Die Emeritierung erfolgte 1994.
Glaap beschäftigte sich u. a. mit der englischen Literatur Kanadas. 

## Schriften (Auswahl)
- Das englische Drama seit 1970 (= Auxilia didactia, Bd. 13). Frankonius Verlag, Limburg 1979, ISBN 3-87962-074-1.
- (Hrsg.): Literature in English. New territories (= Anglistik & Englischunterricht, Bd. 33). Winter, Heidelberg 1987, ISBN 3-533-04011-9.
- (Hrsg. u. Mitautor): Anglistik heute. Perspektiven für die Lehrerfortbildung. Scriptor-Verlag, Frankfurt/M. 1990, ISBN 3-589-20882-1.
- (Mithrsg.): Literaturübersetzen: Englisch. Entwürfe, Erkenntnisse, Erfahrungen (= Transfer, Bd. 4). Narr, Tübingen 1992, ISBN 3-8233-4083-2.
- (Hrsg.): Das englisch-kanadische Drama. Schwann, Düsseldorf 1992, ISBN 3-590-02219-1.
- (Hrsg.): On-stage and off-stage. English Canadian drama in discourse. Breakwater, St. John’s 1996, ISBN 1-55081-117-7.
- Stimmen aus Kanada. 25 kanadische Dramen für deutsche Bühnen. Wiss. Verlag Trier, Trier 1997, ISBN 3-88476-157-9.
- (Hrsg., mit Marc Maufort): Keying in to postcolonial cultures. Entwürfe, Erkenntnisse, Erfahrungen. Wiss. Verlag Trier, Trier 2003, ISBN 3-88476-475-6.
- (Hrsg., mit Nicholas P. Quaintmere): A guided tour through Ayckbourn country. 2. Aufl. Wiss. Verlag Trier, Trier 2004, ISBN 3-88476-678-3-
- (Hrsg., mit Albert Rau): Short stories from Canada. Cornelsen-Verlag, Berlin 2005, ISBN 3-464-35995-6.
- (Hrsg., mit Susanne Bach): Frayn in Germany. Plays and novels. Wiss. Verlag Trier, Trier 2008, ISBN 978-3-86821-066-8.